# إريك فرازير (لاعب دوري الرغبي)
اريك فرازير (بالإنجليزية: Eric Fraser)‏ هو لاعب دوري الرغبي بريطاني، ولد في 7 يناير 1931 في سانت هلنز في المملكة المتحدة، وتوفي في 6 يوليو 2000 في بنكث في المملكة المتحدة.